# Conde de Portalegre

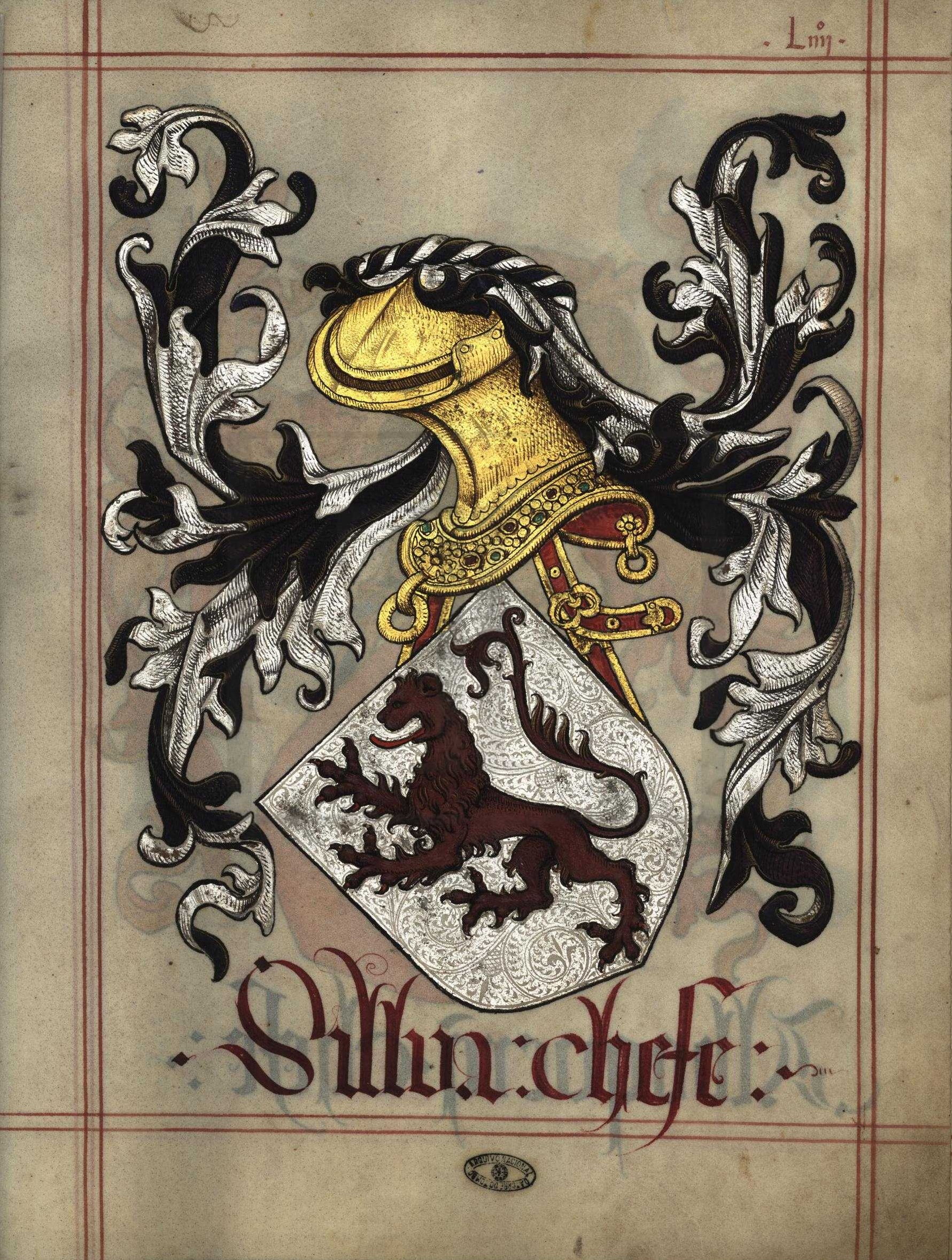
Armas de Silva chefe, in Livro do Armeiro-Mor (fl 54^{r}) (1509). Armas dos Silvas Condes de Portalegre (1498) e Marqueses de Gouveia (1625).

Conde de Portalegre é um título nobiliárquico de Portugal. Foi criado por decreto real de D. Manuel I de 5 de fevereiro de 1498, em favor de D. Diogo da Silva, filho de Rui Gomes da Silva, alcaide de Campo Maior, e D. Isabel de Meneses, filha bastarda de D. Pedro de Meneses, Conde de Vila Real em 1424.
O título destaca-se por sempre ter tido associado o cargo de mordomo-mor, o mais alto cargo da Corte. Assim, tal como por exemplo os Condes da Vidigueira mais tarde Marqueses de Nisa detinham o cargo honorífico de Almirante da Índia, todos os Condes de Portalegre ocuparam a mordomia-mor de forma hereditária, desde o primeiro conde na corte de D. Manuel I, ao sétimo e último conde na corte de D. Pedro II.
O título de Conde de Portalegre destaca-se ainda por ser um dos muito poucos títulos da alta nobreza portuguesa que sempre esteve na mesma família: os Silvas, de origens anteriores à fundação de Portugal no século XII.
Em 1625, o 6.º Conde de Portalegre foi feito Marquês de Gouveia. O seu filho, o 2.º Marquês de Gouveia, também 7.º Conde de Portalegre e mordomo-mor, casou duas vezes, a primeira com uma filha do 7.º Conde da Feira, e segunda vez com uma irmã do 1.º Conde de Vila Verde; mas morreu em 1686 sem deixar descendência. A Casa foi então herdada pela irmã, casada com D. Martinho Mascarenhas, 4.º Conde de Santa Cruz.
A partir de então, Marquês de Gouveia passou a ser o título principal da Casa, passando o título de conde de Santa Cruz a ser usado pelo presuntivo herdeiro ainda em vida do chefe da Casa. 
D. António Caetano de Sousa, nas Memorias Historicas e Genealogicas dos Grandes de Portugal (1755), relata principalmente a genealogia dos Marqueses de Gouveia da sua era, de varonia Mascarenhas. Mas Anselmo Braamcamp Freire, nos Brasões da Sala de Sintra, dedicou o primeiro capítulo do Vol. II — o Cap. XIII da obra — à família Silva, incluindo o ramo dos Condes de Portalegre.

## Origens medievais

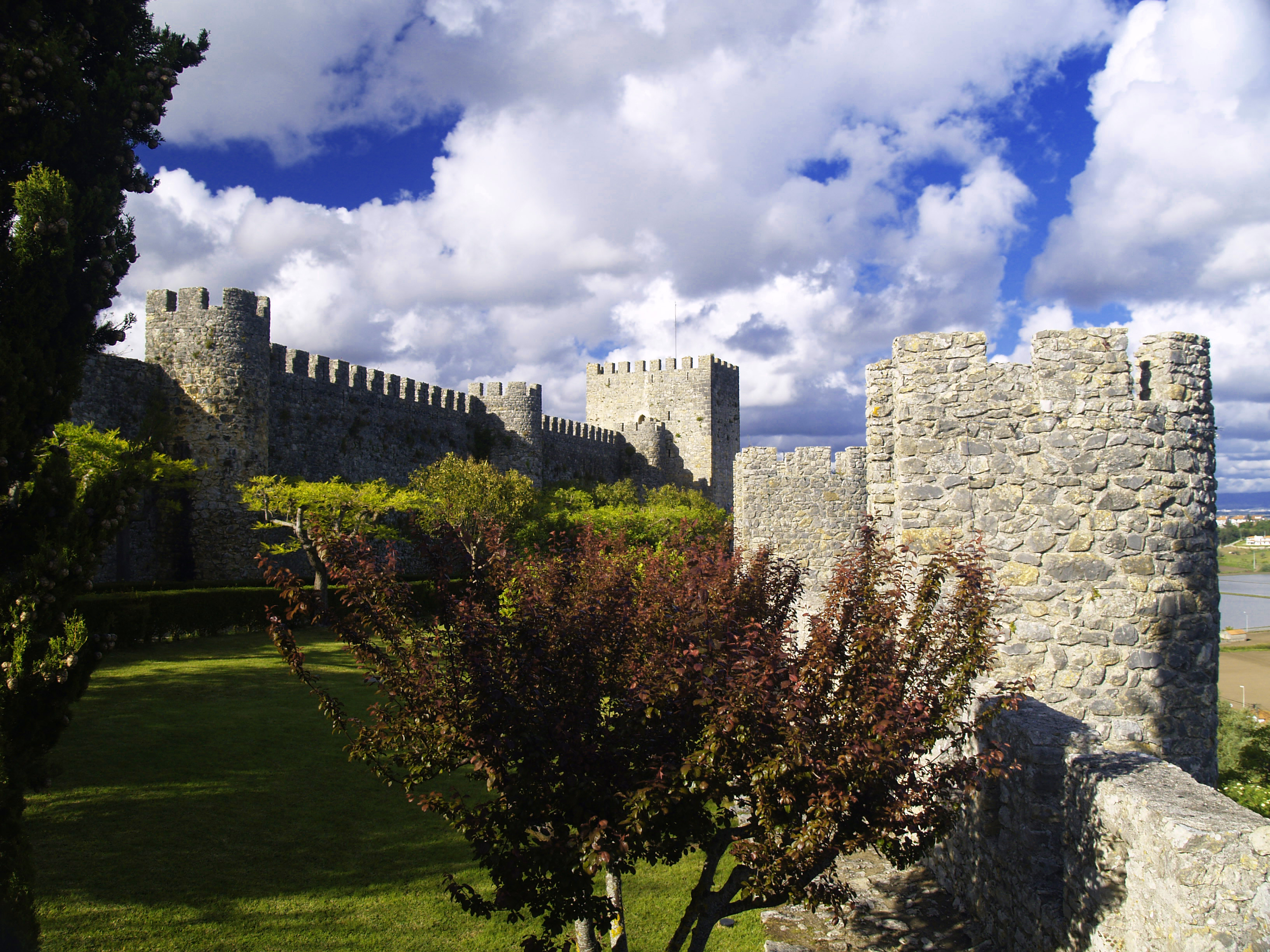
Aspecto do Castelo de Montemor-o-Velho, do Infante D. Pedro, de que o primo do primeiro Conde de Portalegre era alcaide antes de Alfarrobeira em 1449.

Os Condes de Portalegre descendiam dos Silvas da era medieval, uma das mais velhas linhagens portuguesas, presentes na corte já nos séculos XII e XIII, e supostamente descendentes dos velhos reis de Leão, razão porque as armas dos Silvas apresentam o leão púrpura do reino de Leão. As origens semi-lendárias dos Silvas foram descritas já em meados do século XIV no Livro de Linhagens do Conde D. Pedro, quando a figura mais importante da linhagem era Aires Gomes da Silva, o Velho, alcaide de Santarém. Membros da linhagem estiveram presentes por exemplo na Batalha de Aljubarrota em 1385, e depois na epopeia portuguesa em Marrocos nas conquistas de Ceuta (1415), Arzila (1471) e Azamor (1513); e originaram ilustres Casas da nobreza ibérica, como:
- Os senhores de Vagos e Condes de Aveiras (século XIV & 1640).
- Os Condes de Vilar Maior e Marqueses de Alegrete (1653 & 1687).
- Os Condes de Unhão (1636).
- Os Condes de Cifuentes, em Castela (1456).
- Os Duques de Pastrana, em Castela (1572).

À época da Ínclita Geração na primeira metade do século XV, um ramo desta linhagem detinha, entre vários outros, o senhorio de Vagos, e a muito importante alcaidaria de Montemor-o-Velho — vila com um dos mais formidáveis castelos do reino, na fértil região do baixo Mondego, em terras do Ducado de Coimbra do Infante D. Pedro. Estes Silvas de Vagos dividiram-se por sua vez novamente em dois ramos: o dos senhores de Vagos, e o secundário dos alcaides de Campo Maior, vila na fronteira com Castela. Os Silvas de Vagos estavam fortemente comprometidos com o Infante D. Pedro, ocupando alguns lugares de destaque na sua corte em Coimbra; e assim como eram influentes no segundo quartel do século XV, principalmente durante a regência de D. Pedro na década de 1440, assim perderam influência após a Batalha de Alfarrobeira em 1449. Isto de certo modo facilitaria a ascensão do ramo de Campo Maior na segunda metade do século.

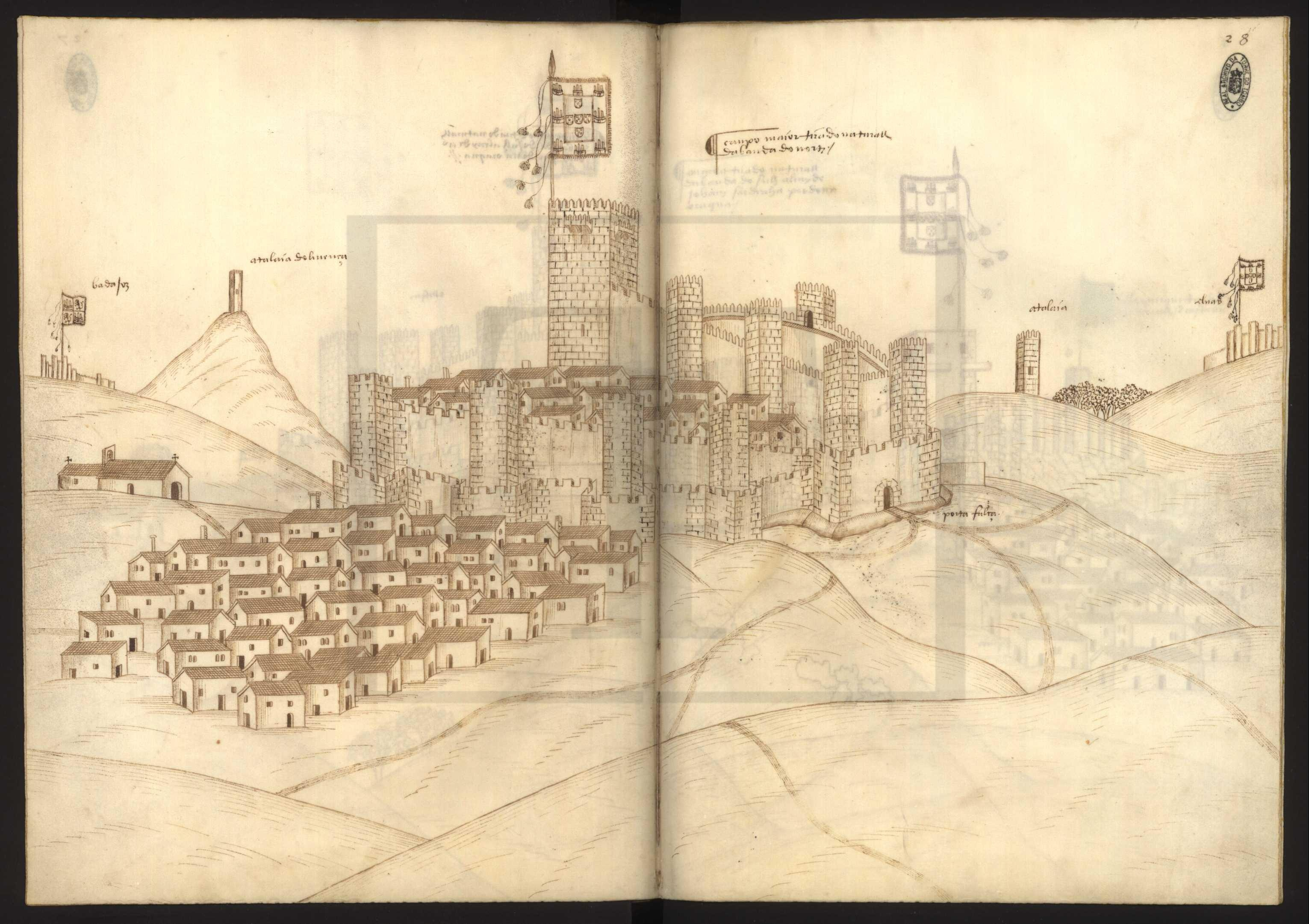
O Castelo de Campo Maior, no Livro das Fortalezas (fl 28^{r}) (1510). Note-se as atalaias, a portuguesa Elvas à direita; e à esquerda, a castelhana Badajoz.

O primeiro Conde de Portalegre era bisneto de Gonçalo Gomes da Silva, 1.º senhor de Vagos, homem da corte de D. Fernando I durante as guerras fernandinas com Castela na década de 1370, cujo irmão Aires Gomes da Silva, o Moço, foi alferes desse rei. O avô do conde foi Diogo Gomes da Silva, homem da Casa do Infante D. Henrique. O conde era filho de Rui Gomes da Silva, o primeiro alcaide de Campo Maior da linhagem; irmão de Pedro Gomes da Silva e Afonso Teles da Silva, o 2.º e 3.º alcaides, respectivamente; e tio do 4.º alcaide de Campo Maior.
O primeiro Conde de Portalegre morreu em 1504. Quando Duarte de Armas em 1509 percorreu a fronteira com Castela, para poder observar o estado dos castelos fronteiriços — um estudo que relatou ao rei no Livro das Fortalezas — e visitou o castelo de Campo Maior, o seu 5.º alcaide era sobrinho-neto do primeiro conde, e primo em segundo grau do 2.º conde.
Na linha principal dos senhores de Vagos, um tio-avô do primeiro Conde de Portalegre foi Fernão Gomes da Silva, estribeiro-mor de D. Duarte, enquanto outro tio avô, João Gomes da Silva, foi o 2.º senhor de Vagos. O filho deste, primo em segundo grau do 1. º Conde de Portalegre, era Aires Gomes da Silva (III), o 3º senhor de Vagos, alcaide do fulcral castelo de Montemor-o-Velho, figura central da casa do infante D. Pedro e membro do Conselho de Regência logo após a morte de D. Duarte em 1438. Este Aires Gomes e vários outros membros da linhagem alinharam com o infante D. Pedro na batalha de Alfarrobeira em 1449; e este ramo foi assim um dos ramos fidalgos portugueses mais atingidos pelas consequências do conflicto que opôs o jovem rei ao infante seu tio, e viu durante as próximas décadas ― fundamentalmente durante todo o reinado de D. Afonso V ― a sua importância reduzida.

## Condes de Portalegre (1498)

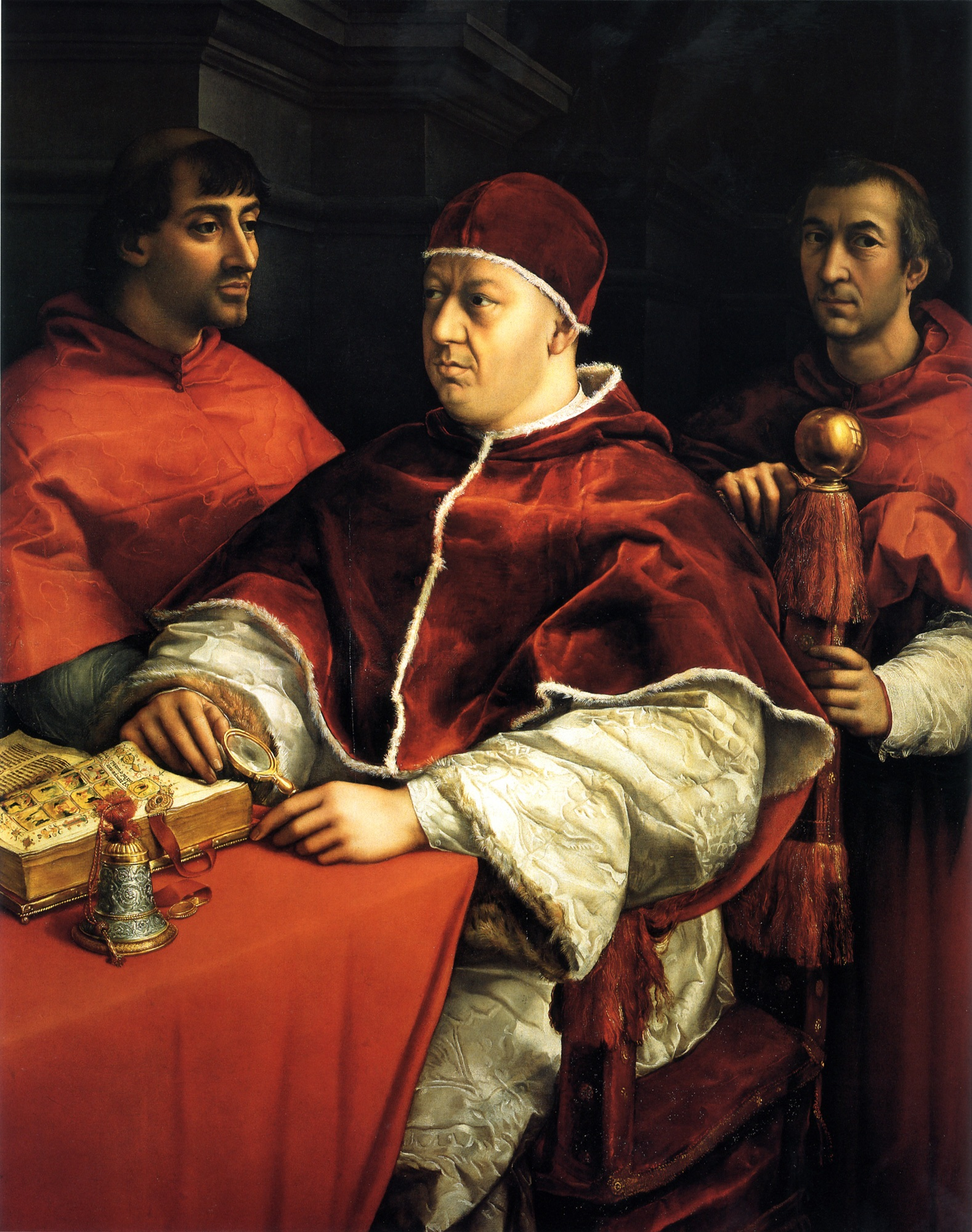
O Papa Leão X, (1513-1521), amigo de D. Miguel da Silva, retratado por Rafael em 1519, quando o irmão do 2.º Conde de Portalegre era embaixador. À esquerda, o cardeal-sobrinho do papa, eleito Clemente VII em 1523.

O futuro Conde de Portalegre foi em 1482 nomeado por D. João II aio do primo, o futuro D. Manuel I, quando este tinha treze anos. Em Agosto de 1484 foi o infante investido nos ducados de Beja e Viseu e no mestrado da Ordem de Cristo, e o aio passou a ser também vedor da fazenda do infante.
Em 1496, depois de ter subido ao trono, quis D. Manuel I recompensar o seu velho aio, e fazê-lo Conde de Portalegre. Após protestos iniciais dos habitantes da vila, que não queriam ser alheados da Coroa, o monarca fez então D. Diogo da Silva conde em 1498, mas mantendo a jurisdição da vila na Coroa.
No primeiro quartel do século XVI, um filho ilustre da Casa foi o cardeal D. Miguel da Silva, irmão do 2.º Conde de Portalegre. Esteve de 1500-1514 em Paris, de onde foi enviado a Roma como embaixador permanente ao novo papa Leão X em 1514, no seguimento da extraordinária embaixada de Tristão da Cunha. Após um quarto de século, regressaria a Portugal em 1525; mas acabou por não concordar com as várias políticas de D. João III, e deixou Portugal sob ameaça de prisão para regressar à Cidade Eterna quinze anos depois.
No último quartel do século XVI, com a morte do 3.º conde, a Casa correu o risco reverter à Coroa segundo a Lei Mental, tendo o filho do conde morrido antes do pai, deixando apenas uma filha, D. Filipa da Silva. No entanto, esta casou em segundas núpcias com um parente afastado: D. Juan de Silva, embaixador espanhol a Portugal, que era neto paterno do Marquês de Montemayor em Espanha, e assim pertencia a um ramo dos Silvas emigrado para Castela descendente de Aires Gomes da Silva, o Velho. Por cartas de 1577 e novamente 1579, foi autorizada a sucessão fora da Lei Mental; e assim se manteve a Casa com varonia Silva, sendo D. Filipa a 4.ª Condessa de Portalegre, e D. Juan 4.º conde por casamento, títulos confirmados em 1584.
Este 4.º Conde de Portalegre por casamento foi personalidade influente durante o reinado de D. Sebastião. Chegou a participar na Batalha de Alcácer Quibir, onde ficou ferido e caiu prisioneiro dos mouros; e durante o reinado de transição do Cardeal-Rei D. Henrique fez um grande trabalho em apoio das pretensões de Filipe II de Espanha ao trono de Portugal. Por todas estas razões foi o 4.º conde nomeado um dos cinco membros da junta governativa que substituiu o arquiduque Alberto de Áustria na regência de Portugal de 1593 a 1598.
Mais tarde, também o 5.º Conde de Portalegre foi membro de uma junta governativa que governou Portugal de 1623 a 1631. Por tudo isto, os monarcas Habsburgos recompensaram a fidelidade e apoio desta Casa com o novo título de Marquês de Gouveia, atribuído por decreto real de Filipe III de Portugal a este 5.º conde a 20 de Janeiro de 1625.

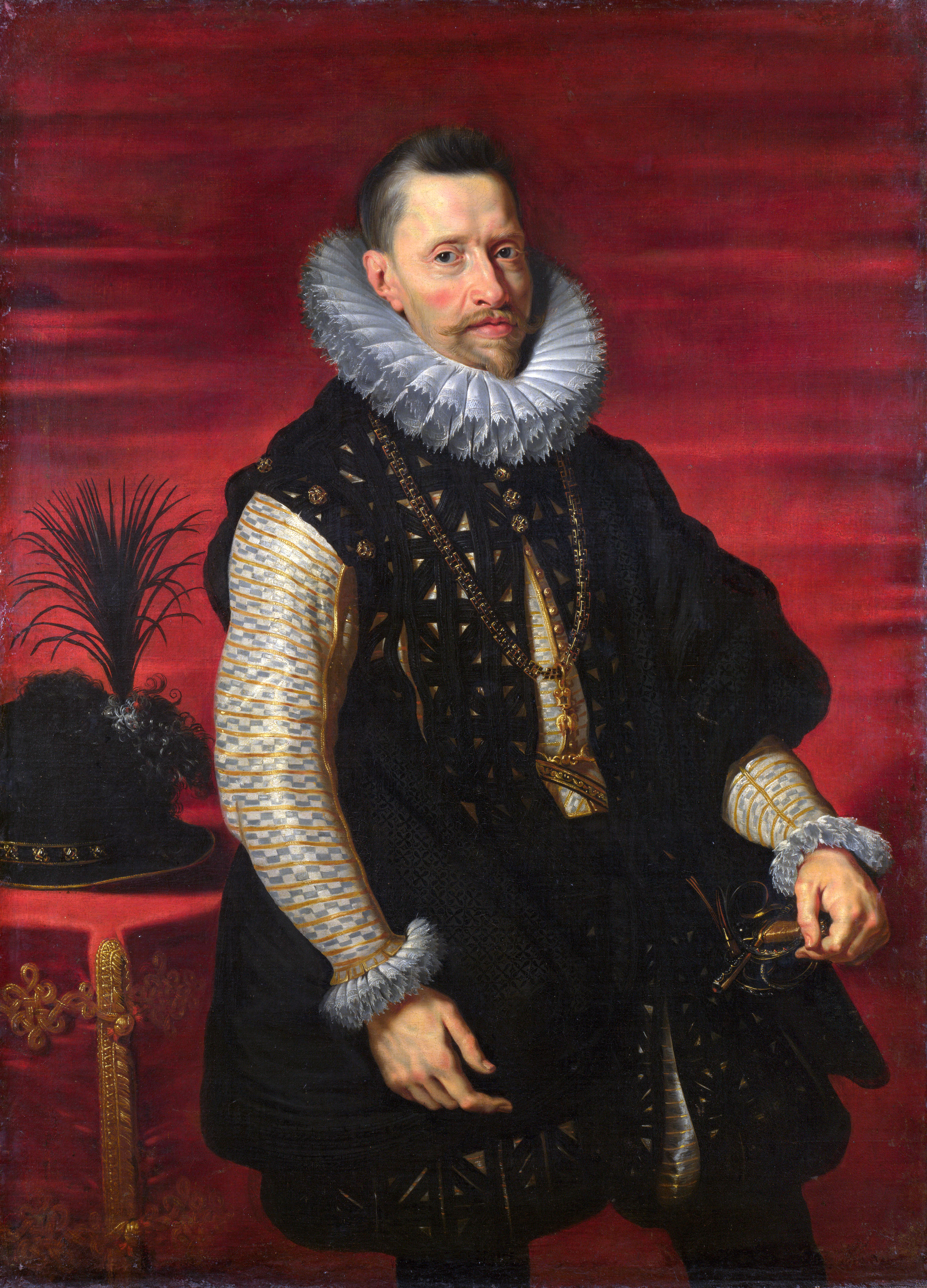
O arquiduque Alberto de Áustria, Vice-rei de Portugal 1583-1593, que o 4.º Conde de Portalegre substituiu numa junta governativa do Reino.

Quando o 2.º Marquês de Gouveia morreu sem sucessão, esta Casa foi herdada pelos Condes de Santa Cruz.

### Titulares
1. D. Diogo da Silva, 1.º Conde de Portalegre (1430-1504).
2. D. João da Silva, 2.º Conde de Portalegre (1480- ? ); filho do anterior.
3. D. Álvaro da Silva, 3.º Conde de Portalegre (1505-1580); filho do anterior.
4. D. Filipa da Silva, 4.ª Condessa de Portalegre (1550-1590); neta do anterior. Casou com D. Juan de Silva (1528-1601), embaixador de Espanha e 4.º Conde de Portalegre por casamento.
5. D. Diogo da Silva, 5.º Conde de Portalegre (1579-1640); filho dos anteriores.
6. D. Manrique da Silva, 6.º Conde de Portalegre (1585- ? ); irmão do anterior. Feito Marquês de Gouveia.
7. D. João da Silva, 7.º Conde de Portalegre (1625-1686); filho do anterior; Foi também o 2.º Marquês de Gouveia.

### Armas
As armas dos Condes de Portalegre e Marqueses de Gouveia eram de Silva:

De prata, com um leão de púrpura, armado e lampassado de vermelho. Timbre: o leão do escudo.

Estas armas encontram-se no Livro do Armeiro-Mor (fl 54r), no Livro da Nobreza e Perfeiçam das Armas (fl 11r), no Thesouro de Nobreza (fl 23r), etc. Encontram-se também na Sala de Sintra.
Quando o título foi herdado pelos Condes de Santa Cruz, as armas dos Marqueses de Gouveia passaram a ser as dos Mascarenhas, idênticas, por exemplo, às dos Condes da Torre e Marqueses de Fronteira, como podemos ver por exemplo na obra mencionada de D. António Caetano de Sousa.